# Agiasos
 Agiasos (Grieks: Αγιάσος) is de hoofdstad van de gelijknamige deelgemeente van de fusiegemeente (dimos) Lesbos op het Griekse eiland Lesbos en behoort tot de bestuurlijke regio (periferia) Noord-Egeïsche Eilanden. De deelgemeente grenst aan vier andere deelgemeenten, te weten: in het zuiden Plomari, in het westen Polichnitos, in het noorden en noordoosten Evergetoulas en in het zuidoosten Gera. De gemeente ligt aan de voet van de Olymbos. Het in deze streek gesproken dialect is zelfs voor de Grieken niet te verstaan. In de buurt van Agiassos zijn diverse koudwaterbronnen. Vroeger werd dit water via kanalen en aquaducten naar Mytilini geleid.